# Malajski poluotok
Malajski poluotok ili Malaja, čiji se južni dio naziva Malaka, ali se u velikom broju jezika (primjerice u španjolskom, finskom, nizozemskom; rabi se i kao naziv za cijeli poluotok) je dugačak, uski nastavak kopna Jugoistočne Azije, odnosno, to je završetak Indokineskog poluotoka.

## Zemljopis
Sjeveroistočno od Malajskog poluotoka je Tajlandski zaljev, istočno je Južno kinesko more a najjužnija točka poluotoka leži uz Johorski prolaz. Od ovog mjesta obala ide prema sjeverozapadu duž Malajskog prolaza i zatim je uz zapadnu obalu poluotoka Andamansko more. Time ovaj poluotok razdvaja sjeveroistočni dio Indijskog oceana od zapadnog Pacifika. 
Na poluotoku su dijelovi državnih područja Mianmara, Tajlanda i Malezije, promatrano od sjevera prema jugu.
Oko 13° sjeverne zemlopisne širine Malajski poluotok prelazi u azijski kontinent i u glavno, kopneno, područje Istočne Indije, gdje s istočne strane u kopno prelazi i Indokineski poluotok. Sjeverna granica poluotoka je gotovo ravna crta od mianmarske luke Tavoy na obali Andamanskog mora do Bangkoka u Tajlandu. Na jugu, gdje završava uz Johorski prolaz, završava na oko 1° sjeverne zemljopisne širine. 
Dužina takozvane srednje crte od luke Tavoy na sjeverozapadnom početku Malajskog poluotoka do grada Johor Baharu (po kojem je Johorski prolaz dobio ime) na njegovom jugoitočnom završetku je 1.555 km. Najuže mjesto poluotoka je prevlaka Kra na dijelu koji pripada Tajlandu. Širina prevlake je oko 60 km.
Jugozapadno od Malajskog prolaza je indonezijski otok Sumatra koji, uz Borneo istočno od Malajskog poluotoka, spada u Velike sundske otoke. Južno od Johorskog prolaza leži otočna država Singapur. 

## Krajolik
Krajolik Malajskog poluotoka je vrlo raznovsan. Smjenjuju se brdovita područja, doline, jezera, lijepe plaže i kišne šume tipične za blizinu ekvatora.

### Brda
Poluotokom se pružaju južni nastavci središnjeg planinskog lanca Indija. U brdima na jugu poluotoka je najviši vrh Gunug Tahan, visok 2.187 m. Pored njega, na poluotoku je još devet vrhova koji su viši od 1.000 m nadmorske visine. Središnji dio poluotoka, a naročito južno od prevlake Kra, zemljište je niže, pa ipak se i ovdje jedan vrh, Khao Luang, uzdiže do visine od 1.786 m.

### Kišne šume i vodotoci
Zapadna obala poluotoka gospodarski je razvijenija od istočne. U unutrašnjosti se još mogu naći ostatci kišnih šuma. U nacionalnom parku Taman Negara, u sjevernom dijelu Malezije postoje još ostatci prašume. Južno od Taman Negare je močvarno jezero Chini, obavijeno legendom da se u njemu nalazi jedan potonuli stari grad. Oko sredine poluotoka na njegovom istočnom dijelu je Thale Luang, laguna duboko uvučena u kopno.

## Povijest
Pored spomenutog jezera Chini žive Orang asli, prastanovnici Malajskog poluotoka. Rivalizirajuće europske države, Portugal, Engleska i Nizozemska, dugo su se borile oko prevlasti nad Malajskim poluotokom jer je Malajski prolaz bio vrlo važan dio puta začina i vrata za trgovinu s Kinom. Grad Malakka, osnovan u 15. stoljeću na zapadnoj obali poluotoka uz Malajski prolaz kao "ključ" za kontrolu prometa prolazom, 1511. prelazi u ruke
Portugala, 1641. preuzimaju ga Nizozemci, da bi na kraju 1824. postao engleski. U vrijeme drugog svjetskog rata Japanci osvajaju poluotok. Po završetku rata Singapur postaje britanska Krunska kolonija sa samoupravnim pravima, dok u drugim dijelovima poluotoka dolazi do oružane pobune protiv Engleza. Malajski savez dobiva 31. kolovoza 1957. nezavisnost i 1963. ujedinjuje se sa Singapurom, Sarawakom i Sabahom u Malezijsku federaciju. Kasnije se Singapur izdvojio iz te federacije i postao samostalna država.

## Klima
Poluotok obilježavaju tri klimatska područja, istočna obala, unutrašnjost i zapadna obala. Područja se međusobno razlikuju uglavnom rasporedom padalina tijekom godine. Razlike rasporeda padalina između dvaju obala poluotoka razvidne su iz prikaza u dijagramu.

## Otoci
Oko poluotoka se nalazi čitav niz otoka, otočnih skupina, otočića i hridi.
Kao razmeđe između Indijskog oceana i Andamanskog mora tu su otočne skupine Andamani i Nikobari, pa zatim bliže poluotoku čitav niz otoka kao što su Koh Lanta, Langkawi, Phuket, Penang sve do Sumatre sa zapadne strane poluotoka.
S druge strane poluotoka, u Južnom kineskom moru, su Borneo, otoci Riau, otočna grupa Samui i Tioman.

## Politička podjela
Poluotok je podijeljen između Mianmara (krajnji južni dio države), Malezije (zapadni dio države) i Tajlanda (južni dio države).
Susjedne države su Indonezija s druge strane Malajskog prolaza i Singapur s druge strane Johorskog prolaza.
vidi i:
- Azija

- Južna Azija
- Jugoistočna Azija

- Indije

- Indokineski poluotok
- Malajski poluotok